# マイケル・マローン
マイケル・マローン（Michael Malone, 1971年9月15日 - ）は、アメリカ合衆国ニューヨーク州ニューヨーク市クイーンズ区出身のバスケットボール指導者。

## 経歴
1994年からNCAAでコーチングのキャリアを開始し、2001年まで、オークランド大学、プロビデンス大学、マンハッタン大学でアシスタントコーチとして活動し、2001年からNBAでのコーチングのキャリアをスタートし、ニューヨーク・ニックス、クリーブランド・キャバリアーズ、ニューオリンズ・ホーネッツ、ゴールデンステート・ウォリアーズのアシスタントコーチを務めた後、2013年サクラメント・キングスのヘッドコーチに就任した。1年目を28勝54敗で終え、2シーズン目の2014-2015シーズンは、まずまずの成績を収めていたが、デマーカス・カズンズを体調不良で失って以降、チーム成績が下降し、2014年12月14日に解任された。
2015年6月15日、デンバー・ナゲッツのヘッドコーチに就任した。1年目の2015-2016シーズンは、ここ数年の悪い流れを変えることが出来ず、33勝49敗に終わったが、ルーキーや若手選手を積極的に起用し、エマニュエル・ムディエイ、ニコラ・ヨキッチ、ゲイリー・ハリスらを先発選手に定着させた。2022-23シーズンにチームをNBA初優勝に導いた。2024-25シーズン最終盤、レギュラーシーズンも3試合を残し、プレーオフも迫る中、突如解任された。

## その他
父のブレンダン・マローンもNCAAやNBAの各チームでコーチをしており、2003-04シーズンは、ニューヨーク・ニックスで親子でアシスタントコーチを務めた。現在はデトロイト・ピストンズのアシスタントコーチを務めているが、1988年から1995年にかけてもピストンズのアシスタントコーチを務めており、1989年と1990年のピストンズのNBAチャンピオンを経験している。